# Power Jets WU
Le Power Jets WU (WU pour « Whittle Unit ») était en fait une série de trois turboréacteurs expérimentaux très différents, produits et testés par l'ingénieur britannique Frank Whittle et sa petite équipe à la fin des années 1930.

## Conception et développement

### Premier exemplaire
Le premier modèle du WU, aussi désigné « W.U. Edition 1 », fut le tout premier turboréacteur à avoir été fabriqué et mis en route au Royaume-Uni, et très probablement dans le monde entier. Étant purement un moteur expérimental, il n'était absolument pas prévu de le faire voler un jour, et donc aucune attention particulière ne fut portée en vue de tenter de diminuer son poids. Ce moteur à flux direct (en anglais : « straight through ») était doté de 4 éléments basiques principaux : Un compresseur centrifuge unique à double face, une chambre de combustion unique à flux direct, une turbine axiale à l'échappement et une tuyère propulsive de forme convergente attachée à l'échappement du moteur. L'arbre reliant la turbine au compresseur fut conçu aussi court que possible, afin de limiter les risques de torsion, tandis que la chambre de combustion était connectée à la sortie du compresseur par un très grand conduit spiralé, ce qui donnait au moteur une apparence très asymétrique. Whittle dessina le compresseur centrifuge afin qu'il délivre un taux de compression de 4:1, alors qu'à sa connaissance, la meilleure performance obtenue avec une unité de ce type n'était encore que de 2.5:1. Il dessina un rotor à deux faces, non seulement pour diminuer le diamètre du moteur, mais également afin d'augmenter la vitesse de rotation de l'arbre. Cela permit de réduire la charge appliquée sur la turbine unique et augmenta donc son efficacité. Cette dernière, d'un diamètre extérieur de 419 mm, était conçue pour produire une énergie de 3 000 ch (2 237 kW), entièrement absorbée par le compresseur.
Les expérimentations continuèrent, et le 31e et dernier essai fut effectué le 24 août 1937, lorsque l'ingénieur en chef de British Thomson-Houston (en) atteignit une vitesse de rotation maximale de 12 000 tr/min sur un banc d'essai de l'usine de Rugby, qui avait été choisie pour des raisons de sécurité après un test du 23 août effectué à 13 600 tr/min. Les tests furent ensuite renouvelés avec le même moteur, mais profondément modifié, et désigné alors « W.U. Edition 2 ». Ils furent effectués non-loin, à la fonderie de British Thomson-Houston à Lutterworth dans le Leicestershire, en mars 1938, jusqu'à ce que la turbine finisse par rendre l'âme, le 6 mai 1938.
Isaac Lubbock, ingénieur en chef de la Asiatic Petroleum Company (en) concevant une conception de chambre de combustion appropriée, connue sous le nom de « brûleur Lubbock » et utilisée dans les Power Jets WU et les moteurs ultérieurs,.

### Deuxième exemplaire
Un dessin radicalement différent fit voir le jour au deuxième exemplaire de cette série de moteurs expérimentaux. Les britanniques désignaient ce concept sous le nom de « trombone », car le moteur était entouré de dix petits canaux disposés en spirale, qui reliaient la sortie du compresseur vers une grosse chambre de combustion à flux inverse. Les gaz brûlés étaient expulsés vers l'avant du moteur à travers la turbine, avant de repartir vers l'arrière par des canaux multiples. Ce concept donna naissance aux turboréacteurs dits « reverse flow », qui exista un temps sur les premiers chasseurs britanniques.

### Troisième exemplaire
Le troisième exemplaire fut également consécutif à de gros changements dans la conception originale du moteur, qui disposait désormais de multiples petites chambres de combustion à flux inversé, ressemblant beaucoup à ce qui apparaîtrait sur les futurs Power Jets W.1 et Power Jets W.2. Cette configuration fut également adoptée pour les Rolls-Royce Welland et General Electric J31. L'intérêt majeur de cette solution technique était qu'elle permettait de tester facilement chacune des différentes chambres séparément. Par la suite, en raison d'un manque de fonds, la plupart des éléments de ce moteur furent réutilisés dans des exemplaires ultérieurs.

### Résultats
Whittle et son équipe endurèrent de nombreux problèmes lors du développement de ces moteurs, principalement en raison de la faible performance des compresseurs, de l'instabilité de combustion et des casses de turbines. Cependant, l'équipe permit de prouver que le turboréacteur avait la capacité et le potentiel nécessaires pour concurrencer les imposants moteurs aéronautiques qui allaient ensuite être produits en masse pendant la seconde Guerre mondiale.

## Versions
- WU 1er modèle : Premier exemplaire, doté d'un canal asymétrique en spirale reliant le compresseur à la chambre de combustion. Première mise en route le 12 avril 1937. D'abord désigné « W.U. Edition 1 », cet exemplaire a subi une mise à jour en cours d'expérimentations, et a alors été désigné « W.U. Edition 2 ». Sa turbine a fini par céder le 6 mai 1938.
- WU 2e modèle : Deuxième exemplaire, doté d'une chambre de combustion en trombone à flux inversé. Première mise en route le 16 avril 1938.
- WU 3e modèle : Troisième et dernier exemplaire, doté d'une configuration à plusieurs chambres de combustion à flux inversé. Première mise en route le 26 octobre 1938.

## Applications
Ces moteurs n'ont été conçus que pour des essais à terre, sur des bancs de tests. Il ne possédaient aucune caractéristique dont bénéficient habituellement les moteurs d'avions : légèreté, fiabilité, puissance, etc.